# Vijeće za suočavanje s posljedicama vladavine nedemokratskih režima
Vijeće za suočavanje s posljedicama vladavine nedemokratskih režima stvoreno je odlukom Vlade Republike Hrvatske na sjednici održanoj 2. ožujka 2017.

## Uvod
Unatoč deklaracijama i rezolucijama donesenim 2006. godine, Sabora, Deklaracija o osudi zločina počinjenih tijekom totalitarnoga komunističkog poretka u Hrvatskoj 1945. - 1990. godine i Vijeća Europe, Rezolucija Vijeća Europe 1481/2006 o potrebi međunarodne osude zločina totalitarnih komunističkih režima, Plenkovićev režim 11 godina kasnije izgleda nije shvatio bit ovih dokumenata, nego je našao potrebnim osnivati komisiju koja će ih dodatno, valjda jasnije tumačiti.

## Sastav vijeća
Imenovano je 18-člano vijeće, u sastavu: Zvonko Kusić, predsjednik, HAZU, Stjepan Damjanović, akademik i predsjednik Matice hrvatske, Antun Vujić, glavni ravnatelj Leksikografskog zavoda Miroslav Krleža, Ivo Goldstein, redoviti profesor na Filozofskom fakultetu Sveučilišta u Zagrebu, Budislav Vukas, izvanredni profesor na Pravnom fakultetu Sveučilišta u Rijeci, Mario Vinković, izvanredni profesor na Pravnom fakultetu Sveučilišta J. J. Strossmayera u Osijeku, Jasna Omejec, redovita profesorica na Pravnom fakultetu Sveučilišta u Zagrebu, Marta Dragičević Prtenjača, docentica na Pravnom fakultetu Sveučilišta u Zagrebu, Nenad Zakošek, redoviti profesor na Fakultetu političkih znanosti Sveučilišta u Zagrebu, Željko Tanjić, rektor Hrvatskog katoličkog sveučilišta, Vanja-Ivan Savić, docent na Pravnom fakultetu Sveučilišta u Zagrebu, Mladen Ančić, redoviti profesor na Odjelu za povijest Sveučilišta u Zadru, Nataša Jovičić, bivša ravnateljica Javne ustanove Spomen područje Jasenovac, Ivo Lučić, viši znanstveni suradnik u Hrvatskom institutu za povijest, Ante Nazor, ravnatelj Hrvatskog memorijalno-dokumentacijskog centra Domovinskog rata, Nevio Šetić, redoviti profesor na Filozofskom fakultetu Sveučilišta Jurja Dobrile u Puli, Aleksandar Jakir, dekan Filozofskog fakulteta Sveučilišta u Splitu, te Tihomir Cipek, redoviti profesor na Fakultetu političkih znanosti Sveučilišta u Zagrebu.
Tihomir Cipek se ispričao spriječenošću, te je u radu vijeća teoretski sudjelovalo 17 članova.

## Rezultati rada vijeća
Na sjednici od 28. veljače 2018. godine prezentiran je Dokument dijaloga
U javnosti nije rečeno tko su autori navedenog dokumenta, no kako su se na sjednici krajem veljače 2018. godine svi složili s prvim dijelom dokumenta, naslovljenim "Temeljna polazište i preporuke", pola članova vijeća odbacilo je drugi dio dokumenta, naslovljen "O posebnom normativnom uređenju simbola, znakovlja i drugih obilježja totalitarnih režima i pokreta", tako što su napisali svoja izdvojena mišljenja, očito je da tvrdnja iznesena na 2. stranici u 2. točki zaključka: "koji je rezultat jednogodišnjeg rada Vijeća utemeljenog na konstruktivnom i otvorenom dijalogu njegovih članova" falsifikat, odnosno to je u najboljem slučaju rezultat rada dijela članova vijeća.
Navodno se devet članova vijeća suglasilo s cijelim dokumentom, dok je osam članova vijeća dostavilo Vladi RH ili javnosti u sljedećih tjedan dana svoja izdvojena mišljenja, kojima oštro kritiziraju navodni "rezultat jednogodišnjeg rada Vijeća utemeljenog na konstruktivnom i otvorenom dijalogu", kojeg očito nije bilo.
Izdvojeno mišljenje Željka Tanjića, rektora Hrvatskog katoličkog sveučilišta:
U slučaju prihvaćanja ovog dvodijelnog dokumenta Vijeće za suočavanje s posljedicama vladavine nedemokratskih režima tim će dokumentima dati novi vijek trajanja staroj ljevičarskoj tezi kako je komunizam, uz sve totalitarne manjkavosti, ipak prihvatljiviji od fašizma. Takva teza je nepovijesna, nedokaziva i, u hrvatskom slučaju, potpuno neprikladna.
U hrvatskom se Ustavu NDH ne priznaje, a ZAVNOH priznaje kao jedno od povijesnih stanja koja dokazuju povijesni kontinuitet hrvatske državnosti. Time se suvremena Hrvatska drastično i definitivno obračunala s režimom NDH, jer mu je, zbog kolaboracije s nacifašizmom, zanijekala upravo ono zbog čega je ona i nastala – stvaranje slobodne i samostalne hrvatske države. 0 tome dalje i ne treba raspravljati, nego se diviti hrvatskom Ustavu koji je odbacio NDH, usprkos povijesnoj težnji hrvatskoga naroda za slobodnom i samostalnom državom. Isto tako, komunizam je odbačen u Ustavu RH! U preambuli Ustava, u onoj istoj u kojoj je prihvaćen ZAVNOH među dokaze povijesne državnosti „nasuprot“ stvaranju NDH, odbačen je i komunistički sustav jer hrvatski Ustav kaže: „…na povijesnoj prekretnici odbacivanja komunističkog sustava.“
Hrvatski Ustav je odbacio komunistički sustav, a netko ipak traži da ostanu komunistički simboli? Pa po čemu je onda taj sustav odbačen? Koja je onda logika zadržavanja komunističkih simbola? Odbačen politički, ekonomski, društveni i svaki drugi komunistički sustav, a simboli ostaju. Zašto?
Kojom logikom? Budući da je komunistički sustav osuđen u Europi i u Hrvatskoj, simboli toga sustava ne mogu se upotrebljavati u demokratskom društvu.
Hrvatsku ne obvezuje praksa zapadnih zemalja EU-a, jer one nisu prošle kroz povijesno iskustvo komunizma koji je u Hrvatskoj bio na vlasti punih četrdeset i pet godina. Kolikogod je ustaštvo negativno djelovalo na hrvatsko društvo, ne samo zbog svojih brutalnosti, nego i zbog kompromitiranja hrvatske borbe za slobodu i nezavisnost, nema nikakve dvojbe da je materijalistički, represivni i pseudosocijalni komunistički poredak najviše odgovoran za nazadovanje hrvatskog društva i njegovu sporu obnovu u proteklih dvadeset i osam godina tranzicije.
Zato uporaba crvene zvijezde u Francuskoj i Italiji ne može imati jednako značenje ili iste posljedice kao u Hrvatskoj.
Minimalna zadovoljština što se nudi zabranom „velikosrpskih simbola“ i legalizacijom ,,ZDS“ u grbu HOS-a samo naglašava logiku dvostrukih mjerila i jednostrukog otvaranja starih rana.
Ne samo da Hrvatska nije prošla kroz dekomunizaciju, ne samo da nije sprovedena lustracija, ne samo da još uvijek nemamo pouzdanih znanstvenih vodiča u sve aspekte komunističke diktature, nego se stvara dojam da svaki put kad je Hrvatska na rubu osvješćenja o naravi komunističkog totalitarizma, netko podmetne leđa da se proces prekine i usmjeri neplodnim stranputicama.
U hrvatskom slučaju postoji samo jedno rješenje glede simbola i tumačenja totalitarnih režima-puna sloboda korištenja i rasprave. Hrvatski narod nije nedorastao da, na osnovi vlastitih iskustava, ne bi mogao procijeniti tko je u pravu, a tko u krivu kad je riječ o sučeljavanju s prošlošću. Oni koji bi slobodu dijelili na komadiće, uspjet će samo u tome što će proizvesti nove runde ideoloških sukoba – jednu vrstu verbalnog građanskog rata. Ne bi bilo dobro kad bi naš narod zaključio da je to prikrivena želja onih koji donose ovakve prijedloge.
Iz ovih, kao i iz drugih razloga koje ovdje ne navodim, ne slažem se s prijedlogom završnog dvodijelnog dokumenta Vijeća i ne mogu mu dati svoj glas.

## Ostala izdvojena mišljenja
- Vanja-Ivan Savić[5]

- Aleksandar Jakir[6]

- Mladen Ančić, Nataša Jovičić, Ivo Lučić, Ante Nazor i Nevio Šetić[7]

## Komentari javnosti
Povjesničar Ivo Rendić-Miočević kritizira akademika Kusića: Kada akademik Z. Kusić u izjavi tvrdi da je antifašistička borba neosporna zaboravlja (ili ne zna) da je ratni antifašizam do 1945. bio samo maska za revolucionarno uvođenje komunizma staljinističkoga boljševičkog tipa. Prema Dušanu Bilandžiću (1999), uglednomu komunističkom funkcionaru i povjesničaru, Narodnooslobodilačka borba od početka je bila, premda prikrivena, boljševička revolucija, koja je poput drugih takvih revolucija realizirana odozgo. U toj se borbi stvarala komunistička varijanta jugoslavenskog pitanja, a bez svjetskoga rata njezina bi realizacija bila nemoguća. U ratnim uvjetima, slijedeći direktive Kominterne i konačno primajući obilnu pomoć od saveznika te koristeći se dogovorima velikih na međunarodnim konferencijama, komunistima se otvorio put prema preuzimanju vlasti. Bilandžić objašnjava da su tijekom rata komunisti prikrivali konačne ciljeve iz taktičkih razloga bojeći se negativne reakcije zapadnih saveznika i mogućeg straha naroda od komunizma. Prikrivanje konačnih ciljeva NOB-a iz taktičkih razloga u smislu dogovaranja sa zapadnim saveznicima bilo je dirigirano i iz Sovjetskog Saveza, o čemu svjedoči brzojav koji je Tito dobio iz Moskve 10. ožujka 1942. U telegramu se traži da se iz Proglasa Vrhovnog štaba partizanske i dobrovoljačke vojske Jugoslavije izbaci isticanje Komunističke partije u organiziranju ustanka. Telegram spominje Vladimir Dedijer (1988).
Rendić-Miočević zaključuje: Slijednici Komunističke partije uporno nastoje prikriti totalitarni karakter komunističkoga antifašizma koji je bio tragičan za Hrvatsku a njegove su negativne posljedice danas potpuno razvidne. Usto, postkomunisti, što nije slučajno, prešućuju europske deklaracije o osudi svih totalitarizama pa i komunističkog. Komunisti koji su navukli liberalne krabulje izbjegavši lustraciju i muguću zabranu njihove Partije (kao u Bugarskoj) još uvijek održavaju boljševički način vladanja. Oni javno kliču Titu i Partiji i nose petokraku bez straha da će za to biti kažnjeni. Isticanja nacifašističkih simbola i pozdrav „Za dom spremni“ kažnjivi su u Hrvatskoj. Zapravo u postkomunista nema neke posebne ideologije niti vizije budućnosti.
Vijeće za suočavanje s posljedicama vladavine nedemokratskih režima nije se bavilo posljedicama a trebalo je jer je to izričito naglašeno u njegovu nazivu. U završnom dokumentu nema pojma lustracija! Svjesno ili nesvjesno Vijeće se konačno bavilo spašavanjem komunizma i ratnoga antifašizma koji je zapravo bio boljševička revulucija. Ta je revolucija iznjedrila jugoslavenski komunizam s katastrofalnim posljedicama koje su danas vidljive. Vijeće nije ništa riješilo, a razbuktalo je nove sukobe i “verbalni građanski rat” (Ž. Tanjić)..
Naslov izjave Zlatka Hasanbegovića kratak je i jasan: "To je dokument nesposobnosti, neobvezujuć i neupotrebljiv".
Ivo Banac je izjavio: "To suvišno tijelo samo je dalo nade onima koji žele zaustaviti dekomunizaciju".
Slaven Letica: "Dokument dijaloga osmišljen je i napisan kao novovjeka Rezolucija Informbiroa".